# 맥스 할로웨이

## 개요
맥스 할로웨이(Jerome Max Keli'i Holloway, 1991년 12월 4일 ~ )는 미국 하와이 호놀룰루 출신의 프로 종합격투기 선수다. “Blessed”라는 별명으로 활동하며, UFC 페더급 전 챔피언이자 현재 BMF 챔피언이다. UFC 랭킹에서는 페더급 #1, 라이트급 #4, P4P #12에 자리하고 있다. 페더급 최다 피니시·KO 기록 보유자이며, 놀라운 연승 세 단계를 기록했다.

## 배경 및 초기 경력
하와이 와이아네에에서 성장했으며, Native Hawaiian과 Samoan 혼혈이다. 2010년 시니어 아마추어 및 프로 데뷔 이후 2012년 UFC에 합류했다. 데뷔전은 Dustin Poirier와의 경기였고, 이후 2016년부터 페더급 정상권에 진입했다.

## UFC 활동
- 2012년 2월 4일 UFC 143에서 Dustin Poirier에게 제출패.
- 2016년 12월, UFC 206에서 Anthony Pettis를 TKO로 꺾고 인터림 챔피언 등극.
- 2017년 6월 UFC 212에서 José Aldo KO, 페더급 챔피언 겸임.
- 챔피언 방어: Brian Ortega와 Frankie Edgar를 연달아 격파.
- 2019년 UFC 245에서 Alexander Volkanovski에게 판정패.
- 2024년 UFC 300에서 Justin Gaethje를 5라운드 막판 KO로 BMF 챔피언 등극.
- 최근 UFC 308에서 Ilia Topuria에게 KO패 (페더급 타이틀전).
- 2025년 7월 UFC 318에서 Dustin Poirier와 BMF 3차전 예정이다.

## 파이팅 스타일
타격 지향형 스트라이커로, 압도적 볼륨 타격이 특징이다. 높은 정확도의 복싱과 강한 정신력을 바탕으로 장시간 상대를 압박한다. 테이크다운 방어가 우수하며, KO 능력도 겸비하고 있다.

## 종합격투기 전적
| 결과 | 전적 | 상대                  | 방식                | 대회                               | 날짜             | 장소                 |
| ---- | ---- | --------------------- | ------------------- | ---------------------------------- | ---------------- | -------------------- |
| 패   | 26–8 | Ilia Topuria          | KO (펀치, 3R 1:34)  | UFC 308                            | 2024년 10월 26일 | 아부다비, UAE        |
| 승   | 26–7 | Justin Gaethje        | KO (펀치, 5R 4:59)  | UFC 300                            | 2024년 4월 13일  | 라스베이거스, 네바다 |
| 승   | 25–7 | Jung Chan‑sung        | KO (펀치, 3R 0:23)  | UFC Fight Night: The Korean Zombie | 2023년 8월 26일  | 싱가포르             |
| 승   | 24–7 | Arnold Allen          | 판정 (전원일치, 5R) | UFC on ESPN                        | 2023년 7월 2일   | 미주리               |
| 패   | 23–7 | Alexander Volkanovski | 판정 (분할, 5R)     | UFC 276                            | 2022년 7월 2일   | 라스베이거스, 네바다 |
| 승   | 23–6 | Yair Rodríguez        | 판정 (전원일치, 5R) | 2021년 11월 13일                   | 라스베이거스     |                      |
| 승   | 22–6 | Calvin Kattar         | 판정 (전원일치, 5R) | 2021년 1월 16일                    | 아부다비         | ... 이하 생략 ...    |